# Mi Cristina y otros cuentos
Mi Cristina y otros cuentos, escrito entre 1957-1964 (aunque en su mayoría en 1960), es un libro con un gran criterio unificador, tanto a nivel estilístico como de contenido. Su publicación supuso uno de los mayores logros de la carrera literaria de Mercè Rodoreda.

## Contexto
En esta recopilación, Mercè Rodoreda se adentra en la creación de un mundo mítico que en sus anteriores obras había sido solamente insinuado. Las narraciones se sitúan en estos cuentos en un entorno natural, donde la vegetación y su eterno ciclo vital se encuentran presididas por la luna, símbolo de la muerte, pero a su vez, de renacimiento. La naturaleza es un organismo vivo en el que sus formantes se intercomunican, llegando a provocar distintas metamorfosis. En la creación de estos cosmos de ficción, la imaginación y la fantasía muestran sus innumerables e incitantes poderes. 

## Síntesis
Los quince cuentos que conforman esta recopilación no solo construyen con gran detalle el argumento y sus personajes, siguiendo las normas clásicas del género, sino que además  plasman situaciones evocativas en las que se funden, con un lirismo melancólico y quebradizo, la realidad más cruda y la fantasía más prodigiosa. En ocasiones esta realidad es demasiado poderosa y devora la fantasía. Por ejemplo, en La gallina, un niño nos cuenta el amor morboso de su padre por una gallina que este ha identificado, siniestramente, con su mujer fallecida. O en Un rebaño de corderos de todos los colores se nos narra la pasión del protagonista, sexualmente impotente, por estas criaturas. La incomunicación de los personajes que intervienen en El mar, dentro de la mejor tradición de la literatura francesa contemporánea, crea un clima de absurdez. Y, finalmente, en otros cuentos, dicho absurdo se convierte en misterio y lleva a la angustia de unos seres que se debaten contra su condición inevitablemente. 
Aparece aquí la renovación de un tema reiterado en las literaturas universales: la metamorfosis, con una clara influencia de Kafka .A diferencia del autor checo, la metamorfosis en Mercè Rodoreda suele ser liberadora y poética, nunca degradante o repulsiva. Los seres humanos, se convierten en bestias por razones más o menos sugeridas, pero completamente misteriosas o absurdas. Por ejemplo, el protagonista de El río y la barca, presenta tal filia por el agua que se convierte en un pez; la de La salamandra, medio bruja o, al menos, tenida por tal, se convierte en el anfibio que da título al relato. Sin embargo, este mundo de hechiceras y de metamorfosis, tanto ovidianas como kafkianas, no supone una ruptura con la realidad cotidiana, sino más bien un cierto afán de descubrir la otra cara que enmascara las apariencias y contradicciones de aquello que nos es visible. Mi Cristina resulta casi una interpretación realista y poética del mito bíblico de Jonás, donde un marinero náufrago es tragado por una ballena, de quien se alimenta y a quien tortura hasta la muerte. Aunque se salva milagrosamente de esta aventura, termina convertido en una perla: el hombre perla, que ya no es capaz de readaptarse a la vida diaria. En el fondo, todos los personajes del libro, tanto obreros como aristócratas, hombres y mujeres, son seres que viven algo al margen de la ortodoxia de la vida y que, con el tiempo, se estrellan contra la realidad que tienen delante. La autora sabe transformar su mundo ambiguo en otro sólo insinuado y matizado que alcanza una prodigiosa tensión lírica.
La sala de las muñecas es uno de los cuentos más brillantes de la recopilación. Su protagonista, al que su madre ha vestido y educado como si fuera una niña, tiene una pasión enfermiza por las muñecas. Esto le llevará a morir medio transformado en dicho juguete. La idea esperanzadora que subyace a este argumento es que la muerte es superada, fundiéndose en lo que más ha amado en vida. 
Para Mercè Rodoreda este libro es un laboratorio de experimentación con el cuento. Se trata, sin duda, de una de las aportaciones más innovadoras de la narrativa catalana de la posguerra.

## Lista de cuentos
- El mar

- La niñera

- Una carta

- Aquella pared, esa mimosa

- Recuerdo de Caux

- La gallina

- La sala de las muñecas

- Zerafina

- Un rebaño de corderos de todos los colores

- Amor

- El elefante

- El río y la barca

- El señor y la Luna

- La salamandra

- Una hoja de geranio blanco

- Mi Cristina

- Parecía de seda (presente solo en la edición de la colección El Balancí d' Edicions 62, de febrero de 2020)